# Аспарух Айдемирски
Аспарух Айдемирски е български юрист, сред ръководителите на борбата за освобождението на Добруджа, председател на Вътрешната добруджанска революционна организация.

## Биография
Роден е в с. Аккадънлар (днес гр. Дулово), околийски център в Добруджа. Живял и отрасъл в Силистра, завършва педагогическо училище.
През 1913 г. като студент в София свиква първото събрание на емигрантите от Северна и Южна Добруджа и на това събрание е основана добруджанската организация. Дълги години е редактор на официалния неин орган в. „Добруджа“ и председател на организацията, При окупирането на Добруджа от българските войски през септември 1940 г. е назначен за съветник на генерал-управителя на Добруджа ген. Попов.
Умира на 25 октомври 1965 година в Тутракан.